# Concerto pour cor no 1 de Mozart
Pour les articles homonymes, voir Concerto pour cor.
Le Concerto pour cor no 1 en ré majeur KV. 412/386b est le premier des quatre concertos que Mozart composa pour l'instrument. Dédié à Joseph Leutgeb, corniste à la Chapelle de la cour de Salzbourg, l'ouvrage est constitué d'un allegro composé en 1782 et d'un rondo K.514 de 1787. Ce sont deux fragments de deux concertos distincts dont on a perdu les autres mouvements. On les a donc regroupés en un concerto incomplet, puisqu'il manque un mouvement lent central (Adagio, Andante ou Larghetto). Cependant les historiens de la musique ne sont pas certains de l'authenticité de ces fragments. Il se pourrait que ce ne soit pas Mozart qui les ait écrits, ou du moins pas en entier. Un des indices serait que ces fragments ont été écrits en ré majeur, alors que tous les mouvements vifs (Allegro) des autres concertos pour cor de Mozart ont été écrits en mi bémol majeur. 

## Analyse de l'œuvre
Le concerto comporte deux mouvements :
1. Allegro (en ré majeur, à ) : le premier thème exposé par les violons est en deux parties séparées par une ritournelle.
2. Allegro (en ré majeur, à 
) : mouvement en forme rondo, composé sur un contrepoint avec imitations et passages en écho.

- Durée d'exécution : dix minutes.

## Instrumentation
Ce concerto a été composé pour cor soliste, 2 hautbois, 2 bassons et orchestre à corde classique.